# Рондель (металлургия)
Рондель (также рондоль; от фр. rondelle — круглый) — технический термин, название алюминиевой заготовки для производства тубы или баллона для аэрозолей. Представляет собой диск толщиной несколько миллиметров с диаметром соответствующим диаметру будущей тубы.
Для производства алюминиевой тубы без мембраны на выходном отверстии, используется рондель с отверстием по центру. Для производства тубы с мембраной используется цилиндрическая рондель.
Обычно применяется алюминий чистотой 99,7 %.
В процессе производства тубы, рондель вырубают из алюминиевого листа, обжигают и без нагревания прессуют из рондоли тубу. Под высоким давлением (порядка 55 тыс. кг/см²) алюминий, как лед под коньком, меняет агрегатное состояние с твердого на жидкое и заполняет форму в прессе. Аналогичным образом из рондолей производятся аэрозольные баллоны.
Затем заготовку обрабатывают механически формируя горлышко с резьбой у тубы и горловину у аэрозольного баллона.
Следующим этапом высокотемпературным обжигом алюминиевой заготовке придают большую пластичность.
После этого тубы и аэрозольные баллоны декорируют снаружи и покрывают специальным лаком изнутри.